# Championnat d'Espagne de trainerillas
Le Championnat d'Espagne de Trainerillas est un championnat qui a lieu tous les ans entre les trainerillas des clubs d'aviron fédérés d'Espagne, organisée par la Fédération espagnole d'Aviron.

## Palmarès
| Lieu            | Année |                       |                         |                    |
| --------------- | ----- | --------------------- | ----------------------- | ------------------ |
| Nervion         | 1945  | Raspas                | Castro-Urdiales         | Santurtzi          |
| Zarautz         | 1947  | Kerizpe Hondarribia   | Esperanza Donostia      | Zarautz            |
| Castro-Urdiales | 1948  | Laredo                | Iberia Sestao           | Castro Urdiales    |
| Portugalete     | 1949  | Castro-Urdiales       | Zierbena                | Esperanza Donostia |
| Avilés          | 1950  | Iberia Sestao         | Remeros Nalon           | Castro-Urdiales    |
| Zarautz         | 1951  | Iberia Sestao         | Orio                    | Castro-Urdiales    |
| Portugalete     | 1952  | Orio                  | Iberia Sestao           | Hondarribia        |
| Portugalete     | 1953  | Orio                  | Iberia Sestao           | Junta Obras Puerto |
| Portugalete     | 1954  | Lasarte               | Kaiku                   | Usurbil            |
| Santander       | 1955  | Iberia Sestao         | Kaiku                   | Cofradía Cataluña  |
| Barcelone       | 1956  | San Juan              | Cofradía Cataluña       | -                  |
| Bermeo          | 1958  | San Juan              | Iberia Sestao           | Orio               |
| Bermeo          | 1959  | Orio                  | Iberia Sestao           | Kaiku              |
| Portugalete     | 1960  | San Juan              | Txitxardin Zale         | Orio               |
| Avilés          | 1961  | Iberia Sestao         | Castropol               | C. Mar De Aviles   |
| Ribadesella     | 1962  | Txapel Aundi Donostia | Pasai San Pedro         | Orio               |
| Donostia        | 1963  | San Juan              | Jaizkibel               | Txanpa Guipuzkoa   |
| Navia           | 1964  | Orio                  | Iberia Sestao           | Navia              |
| Bermeo          | 1965  | Pasai San Pedro       | Ybarra                  | Jaizkibel          |
| Navia           | 1966  | Yole San Juan         | Navia                   | Kaiku              |
| Donostia        | 1967  | Yole San Juan         | Lasarte                 | Pasai San Pedro    |
| Ondarroa        | 1968  | Oarso Errenteria      | Pasai San Pedro         | Castro-Urdiales    |
| Donostia        | 1969  | San Juan              | Pasai San Pedro         | Castro-Urdiales    |
| Castro-Urdiales | 1970  | San Juan              | San Pedro               | Kaiku              |
| Donostia        | 1971  | San Pedro             | Getaria                 | Algorta            |
| Laredo          | 1972  | Getaria               | Astillero               | Kaiku              |
| Luanco          | 1973  | Lasarte               | Santoña                 | Pasai Donibane     |
| Portugalete     | 1974  | Lasarte               | Laredo                  | Hernani            |
| Hondarribia     | 1975  | Kaiku                 | Laredo                  | Raspas             |
| Laredo          | 1976  | Kaiku                 | Lasarte                 | Errenteria         |
| Luanco          | 1977  | Kaiku                 | Santurtzi               | Mundaka            |
| Portugalete     | 1978  | Lasarte et Kaiku      | Pasai Donibane          | Santurtzi          |
| Getaria         | 1979  | Kaiku                 | Castro-Urdiales         | Pasai Donibane     |
| Laredo          | 1980  | Kaiku                 | Algorta                 | Pasai Donibane     |
| Castropol       | 1981  | Kaiku                 | Zumaia                  | Algorta            |
| Zierbena        | 1982  | Kaiku                 | Zumaia                  | Zierbena           |
| Zarautz         | 1983  | Zumaia                | Kaiku                   | Zierbena           |
| Santoña         | 1984  | Zumaia                | Orio                    | Mundaka            |
| La Corogne      | 1985  | Zumaia                | Kaiku                   | Orio               |
| Meira - Moaña   | 1986  | Zumaia                | Santoña                 | Pasaia San Pedro   |
| Santoña         | 1987  | Zumaia                | Arraun Lagunak          | Meira              |
| Luanco          | 1988  | San Pedro             | Arraun Lagunak          | Zierbena           |
| Zierbena        | 1989  | San Pedro             | Santoña                 | Zierbena           |
| Cillero         | 1990  | San Juan              | Meira                   | Castro Urdiales    |
| Luanco          | 1991  | Orio                  | Pasai Donibane          | Meira              |
| Camargo         | 1992  | San Juan              | Orio                    | Meira              |
| Getaria         | 1993  | Orio                  | Meira                   | C. de Santander    |
| La Corogne      | 1994  | Ondarroa              | Donibaneko Arraunlariak | Orio               |
| Avilés          | 1995  | Castropol             | Orio                    | Santoña            |
| Castro-Urdiales | 1996  | Orio                  | Tirán                   | Amegrove           |
| La Corogne      | 1997  | Tiran                 | Perillo                 | Amegrove           |
| La Corogne      | 1998  | Tiran                 | Orio                    | Perillo            |
| Castropol       | 1999  | San Juan              | Castropol               | Meira              |
| Santander       | 2000  | Ciudad de Santander   | Castropol               | Mecos              |
| Portugalete     | 2001  | Meira                 | Tirán                   | Castro Urdiales    |
| Meira - Moaña   | 2002  | Mecos                 | Cabo Da Cruz            | Astillero          |
| Gijón           | 2003  | Mecos                 | Cabo Da Cruz            | Castro Urdiales    |
| Castro-Urdiales | 2004  | Astillero             | Bermeo                  | Meira              |
| Donostia        | 2005  | Astillero             | Orio                    | Hondarribia        |
| Vigo            | 2006  | Astillero             | La Castreña             | Castro Urdiales    |
| Gijón           | 2007  | Astillero             | Bermeo                  | Cabo da Cruz       |
| Castro-Urdiales | 2008  | Castreña              | Astillero               | Kaiku              |
| Castro-Urdiales | 2009  | Castro Urdiales       | Astillero               | Bermeo             |
| Vilaxoan        | 2010  | Astillero             | Trasmiera               | Kaiku              |

### Sources
- (es) Cet article est partiellement ou en totalité issu de l’article de Wikipédia en espagnol intitulé « Campeonato de España de Trainerillas » (voir la liste des auteurs).